# Donji Neradovac
Donji Neradovac (Servisch cyrillisch Доњи Нерадовац) is een plaats in de Servische gemeente Vranje. De plaats telt 633 inwoners (2002).